# KH-8 01
KH-8 01 – amerykański satelita rozpoznawczy; pierwszy statek serii KeyHole-8 GAMBIT 3. Jego zadaniem było wykonywanie wywiadowczych zdjęć Ziemi o rozdzielczości przy gruncie około 10 cm. 

## Budowa i działanie

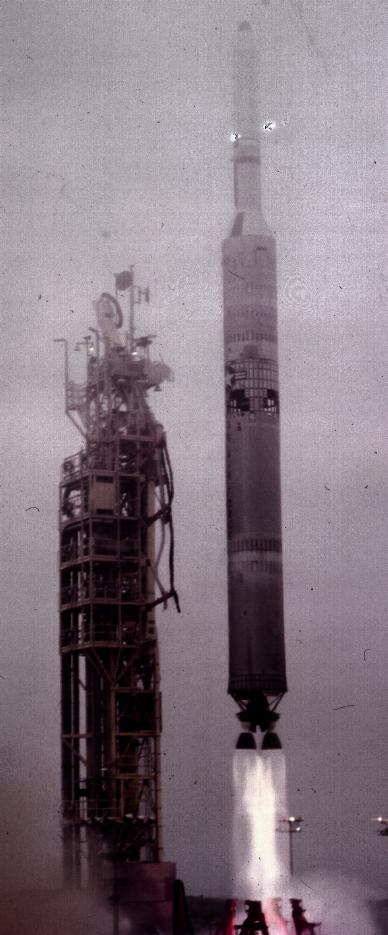
Start rakiety Titan IIIB z satelitą KH-8 01

Głównym komponentem satelity była kamera wyprodukowana przez Eastman Kodak, z obiektywem charakteryzującym się ogniskową 4,46 m . Dzięki zestawowi luster udało się obniżyć wagę i wymiary zastosowanego aparatu. Film po naświetleniu był przesuwany za pomocą zestawu rolek do kapsuły, która następnie oddzielała się od satelity, lądowała na spadochronie w rejonie Pacyfiku i była przechwytywana podczas opadania przez specjalnie do tego przystosowany samolot. Był to pierwszy z sześciu satelitów serii testowej. Poza testowaniem nowego typu satelity wywiadowczego, testowano także nową rakietę nośną Titan 3B. Satelita wyposażony był w jedną kapsułę powrotną .
Dokładna informacja o położeniu satelity na orbicie była uzyskiwana dzięki porównywaniu danych z zestawu kamer skierowanych w przestrzeń kosmiczną i powierzchnię Ziemi, następnie niezbędne korekty położenia satelity dokonywano za pomocą silników pomocniczych .

## Misja
Misja rozpoczęła się 29 lipca 1966 roku, kiedy rakieta Titan 3B wyniosła z kosmodromu Vandenberg na niską orbitę okołoziemską pierwszego satelitę z serii KH-8. Po znalezieniu się na orbicie KH-8 01 otrzymał oznaczenie COSPAR 1966-062A .
Po wykonaniu 83 okrążenia Ziemi, 3 sierpnia 1966 roku od satelity oddzieliła się kapsuła SRV zawierająca naświetloną błonę fotograficzną, która następnie opadając na spadochronie została przechwycona przez samolot transportowy. Główna część satelity pozostawała na orbicie przez kolejne trzy dni, podczas których w ramach testów kilkukrotnie uruchamiano jej silniki.
Satelita spłonął w atmosferze 6 sierpnia 1966 roku .